# 西河镇 (平利县)
西河镇，是中华人民共和国陕西省安康市平利县下辖的一个乡镇级行政单位。

## 行政区划
西河镇下辖以下地区：
三合村、长岭村、梅子园村、石梁沟村、东坝村、五郎沟村、水田河村、西坝村、高王庙村和老场村。